# Kraszewice (Groot-Polen)
Kraszewice is een dorp in het Poolse woiwodschap Groot-Polen, in het district Ostrzeszowski. De plaats maakt deel uit van de gemeente Kraszewice.